# Sena Sugar Estates
A Sena Sugar Estates Ltd. foi uma empresa agroindustrial dedicada à produção de açúcar a partir de cana-do-açúcar, inicialmente formada com recurso a capitais maioritariamente britânicos, à qual foram concedidas extensas subconcessões de terras sob administração da Companhia da Zambézia, em Luabo e Marromeu, próximo da foz do rio Zambeze, e uma grande plantação de copra nas imediações de Chinde. A empresa, agora propriedade de um consórcio formado entre o Estado moçambicano e uma empresa das ilhas Maurício, foi reactivada em 2007 com o nome de Companhia de Sena.

## História

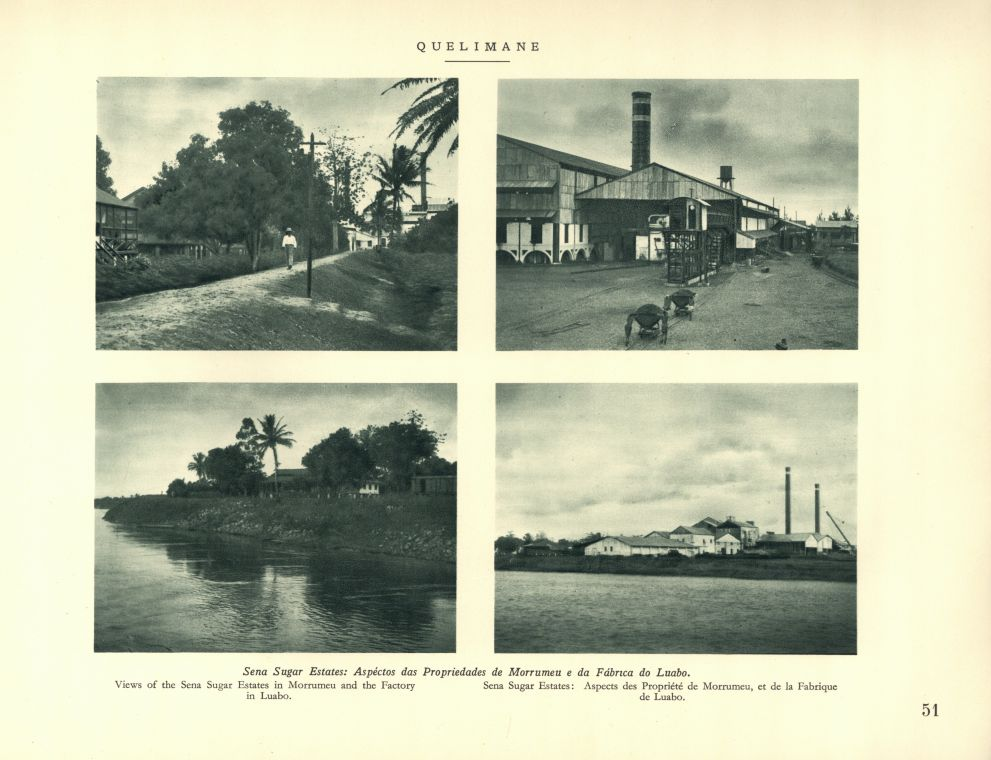
Aspectos da Sena Sugar Estates na vila de Luabo nos anos 1920

A Sena Sugar Estates Ltd. teve origem na transformação em 1920 da Companhia do Assucar de Moçambique, uma empresa fundada em 1890 por John Peter Hornung e um pequeno grupo de investidores que resolveram explorar extensas propriedades de cana-de-açúcar que possuíam no vale do rio Zambeze, em Moçambique.
Sendo então Moçambique era uma colónia portuguesa, a empresa viu-se na necessidade de construir uma refinaria de açúcar em Lisboa com o objectivo de abastecer o mercado metropolitano português. Construída em Alcântara, nas proximidades do cais por onde desembarcariam as ramas, a refinaria foi inaugurada a 12 de Março de 1909, na presença do rei D. Manuel II de Portugal, recebendo o nome de  Alcântara - Refinaria Colonial. A capacidade anual instalada era então de 20 000 toneladas de açúcar, principalmente açúcar areado branco e amarelo. Em 1950, a Refinaria Colonial autonomizou-se permanecendo as acções na posse da Sena Sugar Estates Ltd., tendo o nome alterado para SIDUL - Sociedade Industrial do Ultramar, SA.